# Тимашево
Тимаше́во (рос. Тимашево) — село у складі Сакмарського району Оренбурзької області, Росія.

## Населення
Населення — 555 осіб (2010; 597 у 2002).
Національний склад (станом на 2002 рік):
- росіяни — 59 %